# Jüdischer Friedhof (Bielsko-Biała)

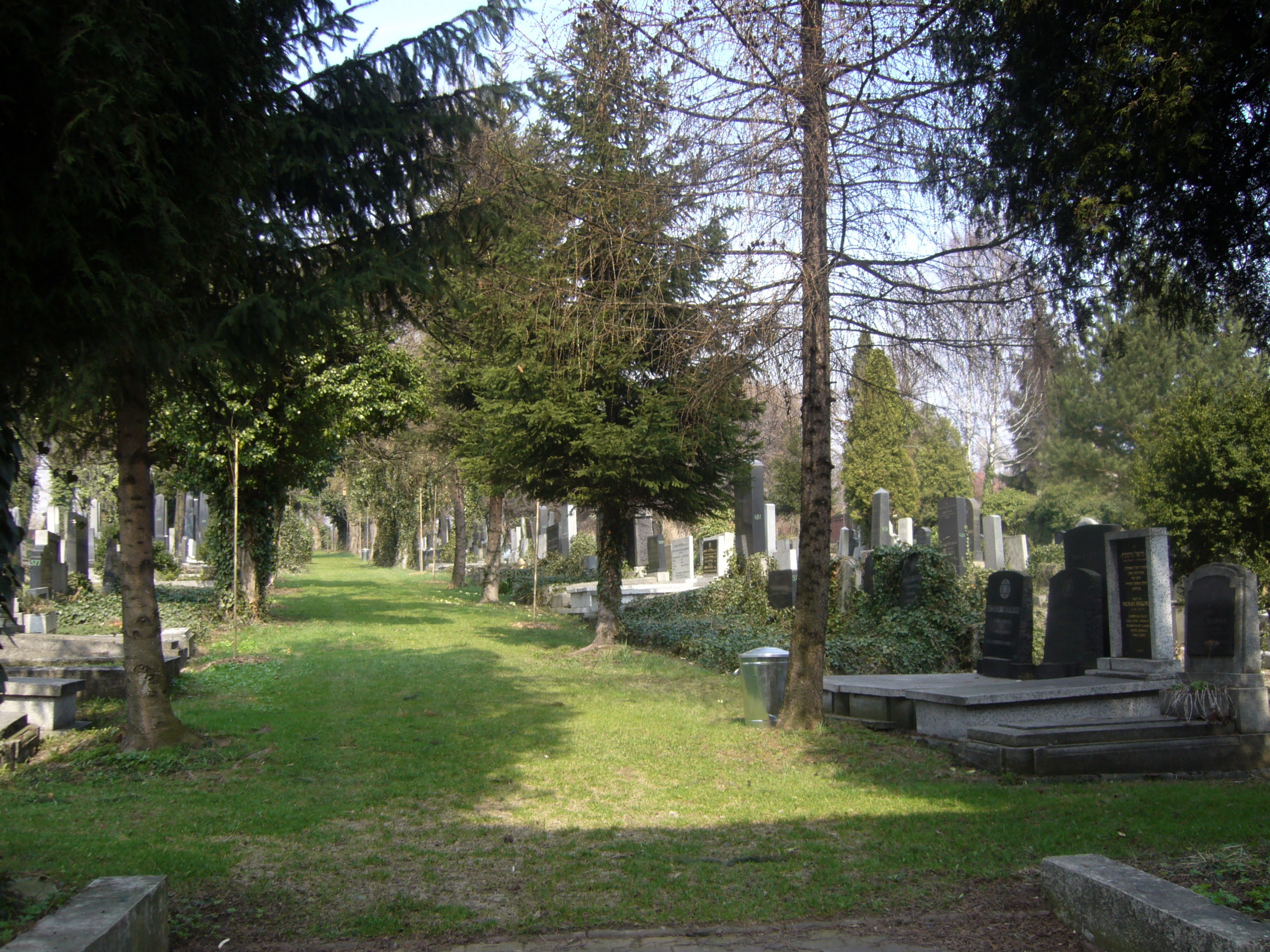
Jüdischer Friedhof in Bielsko-Biała

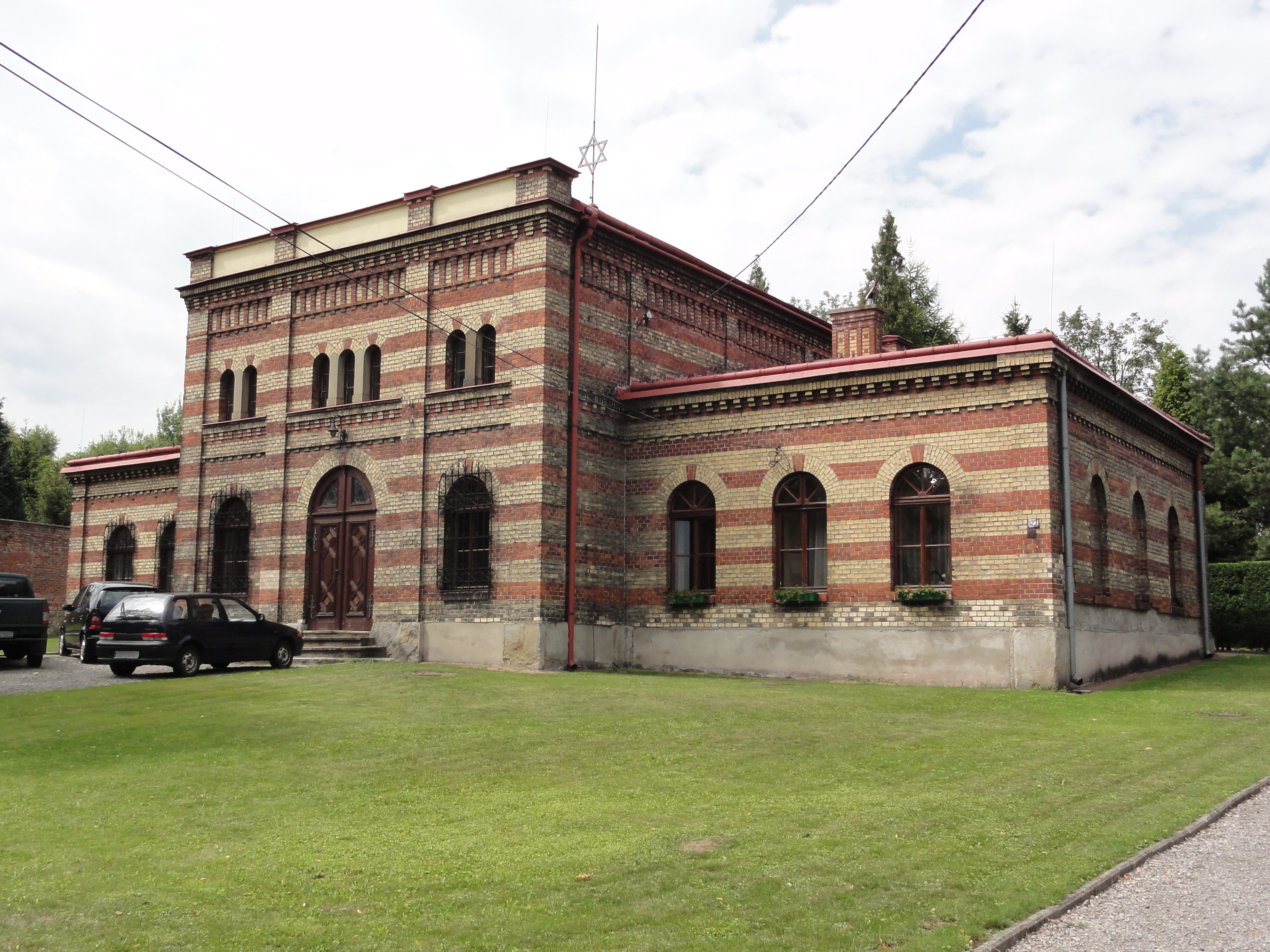
Trauerhalle

Der Jüdische Friedhof in Bielsko-Biała, einer Stadt an der Schwarzen Przemsa in Polen in der Woiwodschaft Schlesien, wurde 1849 angelegt, 1885 erweitert und während des Zweiten Weltkriegs zerstört. Der jüdische Friedhof an der Teschener Straße ist ein geschütztes Kulturdenkmal.
Die Begräbnishalle wurde nach 1900 errichtet. Der Hauptraum hat eine bemalte Holzbalkendecke mit Ornamenten in geometrischer Form und Pflanzenornamenten. Das Gebäude wurde 1990 bis 2001 renoviert.
Der älteste Grabstein datiert aus dem Jahre 1849, heute sind noch mehr als 400 Grabsteine erhalten.

## Bestattete Persönlichkeiten
- Samuel Fränkel (1875–1937), Fabrikant